# Djemorah
Djemorah là một đô thị thuộc tỉnh Biskra, Algérie. Dân số thời điểm năm 2002 là 11.218 người.